# 杉本健勇
杉本健勇（1992年11月18日—），日本足球運動員，現時被日乙球隊磐田喜悅外借至日職球隊橫濱水手，前日本國家足球隊成員。

## 俱乐部生涯
杉本健勇出生于大阪市，在高中的第二年，赢得日本青少年足球锦标赛冠军，被选为最佳选手。2005年就加入了大阪樱花青训，他在2010年升上了一线队。
2011年7月23日，首次代表球队作战，在8月24日对阵横滨水手比赛中打进代表球队首粒进球。
在2012年被租借给过东京绿茵，在4月1日对阵町田泽维亚的比赛中打进代表球队首粒进球。
在2017年赛季日职联赛28轮全部首发打入16球，仅次于浦和红钻的兴梠慎三排名射手榜第二位。
日职联赛官方宣布，大阪樱花前锋杉本健勇当选为2017年7月的日职联赛月间MVP，在7月的4场日职联赛中都取得了进球，他一共打进5球。
2017年11月4日，日本联赛盃决赛大阪樱花靠日本国脚杉本健勇和巴西外援埃利爾塞·巴爾博薩·德·索薩的进球战胜了川崎前锋，夺得了联赛改制以来球队的首座冠军奖杯。比赛中为球队首开记录的中锋杉本健勇获得了本项赛事的MVP。
杉本健勇曾于2021赛季下半年租借加盟横滨水手，在客场对阵大阪飞脚的比赛中完成横滨首秀，主场对名古屋鲸鱼的比赛打进横滨生涯首球，代表横滨出战11场联赛打进3球。赛季结束后转会至磐田喜悦。
横滨水手租借磐田前锋杉本健勇，将身披41号球衣出战。

## 國家隊生涯
在2009年的奈及利亚U17世青赛上面，杉本健勇曾经对巴西U17的比赛中打入一球。
杉本健勇尽管此前入选了日本国家队国内组短期集训名单但最终落选了本月的正式大名单。
2017年10月10日，麒麟杯第二场比赛日本3比3海地，杉本健勇首次代表国家队先发出战，第17分钟，杉本健勇打进国家队的首粒进球。
2017年东亚杯，前锋杉本健勇原本已经入选了日本国家队大名单，但是由于伤病问题退出国家队。

## 外部連結
- （日語）J.League Data Site （页面存档备份，存于）
- 杉本健勇 OFFICIAL BLOG 生野魂 （页面存档备份，存于）
- 杉本健勇 – FIFA國際賽競賽紀錄 (存檔)（英文）
- 日本職業足球聯賽中的杉本健勇 （日語）
- 杉本健勇的X（前Twitter）
- 杉本健勇的Instagram帳戶